# Gewone knolparasolzwam
De gewone knolparasolzwam (Chlorophyllum rhacodes, synoniem: Macrolepiota rhacodes) is een schimmel uit de familie Agaricaceae.

## Kenmerken

### Uiterlijke kenmerken
Hoed
De hoed van de gewone knolparasolzwam is in de jeugd bolvormig, waardoor de paddenstoel het uiterlijk heeft van een trommelstok. Weldra breekt de bol open en is dan bedekt met regelmatig verspreide, witte tot bruine schubben op een wittige ondergrond. Het heeft een hoed die ongeveer 8-15 cm breed is, zelden tot 20 cm. Het oppervlak is bedekt met rode tot kastanjebruine of grijsbruine schubben op een witachtige achtergrond, waarvan sommige op elkaar liggen. Alleen het midden van de hoed is glad, maar niet erg duidelijk gedefinieerd.
Lamellen
De lamellen zijn witachtig crèmekleurig, soms met een bruinachtige rand, en zijn door een ringvormige rand duidelijk van de steel gescheiden. Ze verkleuren roodbruin bij beschadiging.
Steel
De gladde, hooguit fijnvezelige, witachtige, holle steel die met de jaren bruinachtig wordt, is ongeveer 8-15 cm lang en 1-2 cm in diameter. Het heeft een robuuste ring die met de jaren kan verschuiven en aan de onderkant bruinachtig is. De basis is sterk knolvormig, verdikt, maar heeft geen duidelijke rand. Bij aanraking verandert de saffraanparaplu van kleur van saffraangeel naar bruinachtig.
Geur en maak
Het vruchtvlees is bij het snijden aanvankelijk wit en verandert van kleur naar saffraanoranje, bloedrood en bruinrood naar vuilwijnbruin. De geur en smaak zijn aangenaam, zelden muf.
Sporenprint
De sporenprint is wit.

### Microscopische kenmerken
De sporen zijn glad, ellipsvormig en 9–12 × 6–7 μm groot.

## Ecologie

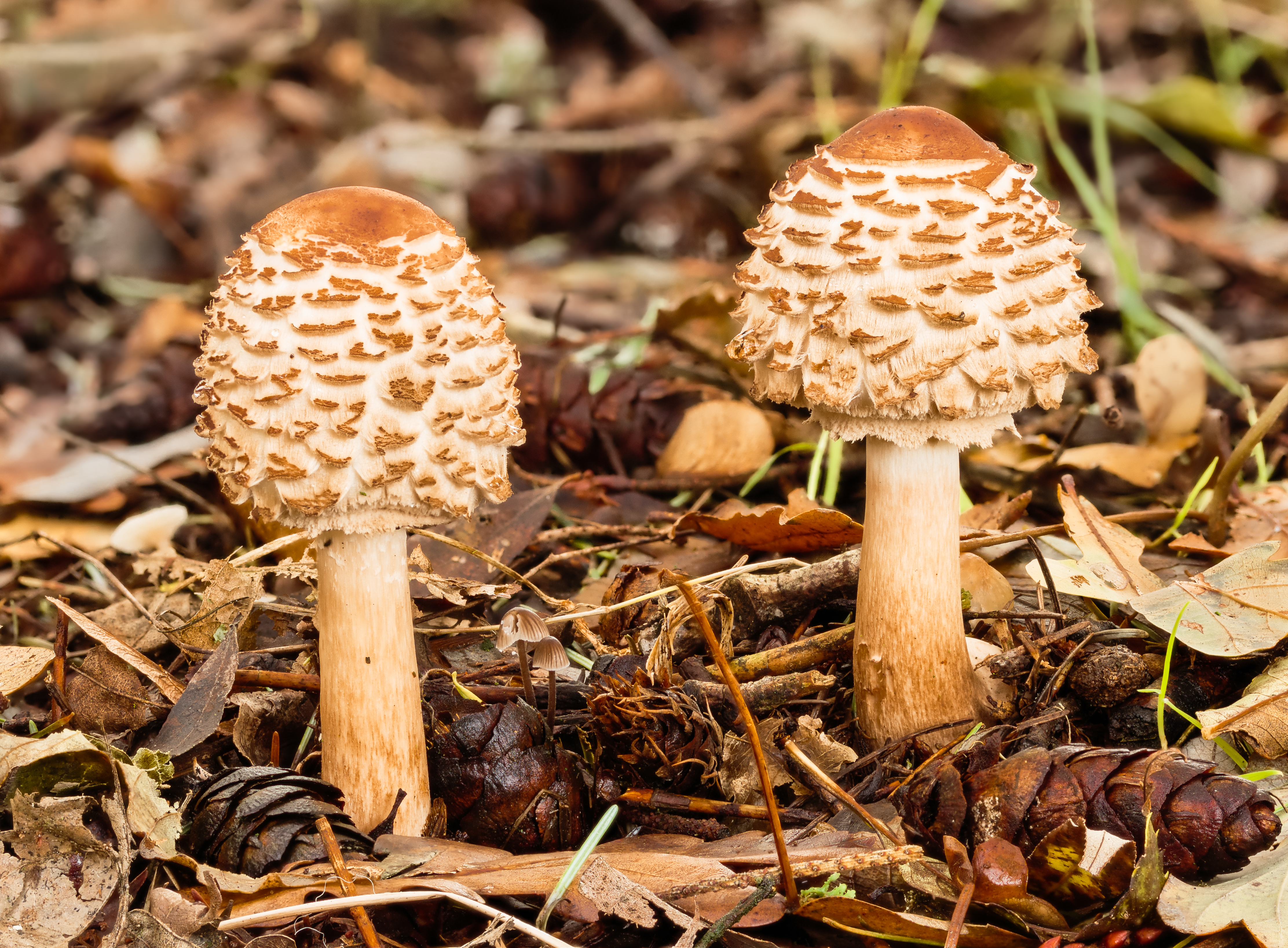
Jonge knolparasolzwammen in hun natuurlijke habitat

De gewone knolparasolzwam komt algemeen voor in de (vroege) herfst met als standplaats bossen, parken en tuinen. De soort komt zowel in naaldbossen als gemengde bossen voor op een humeuze voedingrijke bodem. Deze soort vormt regelmatig heksenkringen of komt voor in rijen.

## Vergelijkbare soorten
Onderstaande tabel geeft weer met welke andere paddenstoelen de knolparasolzwam makkelijk kan verward worden.
| Naam                                      | Giftig                             | Afbeelding | Verschillen met de knolparasolzwam                                                                           |
| ----------------------------------------- | ---------------------------------- | ---------- | --- |
| Grote parasolzwam (Macrolepiota procera)  | Nee                                |            | Bij doorsnijden van de steel verkleurt de grote parasolzwam niet. De knolparasolzwam kleurt dan rood/oranje. |
| Tuinparasolzwam (Macrolepiotica bohemica) | Nee, wordt echter slecht verdragen |            | Wordt beschouwd als forse variant van de Knolparasolzwam.                                                    |

## Eetbaarheid
De hoed is eetbaar, mits gebakken, maar voorzichtigheid is geboden. De soort kan namelijk ook problemen bij de spijsvertering en huiduitslag veroorzaken. Verwisseling is mogelijk met de grote parasolzwam (Macrolepiota procera), maar zonder nadelige gevolgen, aangezien dat een uitstekend eetbare paddenstoel is. Er bestaat wel een donkerder variant van de Knolparasolzwam waarvan wordt aangenomen dat hij giftig is.

## Taxonomie
Chlorophyllum rhacodes, C. olivieri en C. brunneum waren voorheen bekend als Macrolepiota rhacodes of Lepiota rhacodes, maar de naam werd veranderd op basis van moleculair fylogenetisch bewijsmateriaal dat een nauwere relatie aantoonde met Chlorophyllum molybdites dan met Macrolepiota procera. De variëteit Macrolepiota rhacodes var. brunneum werd ook opgewaardeerd naar soort als Chlorophyllum brunneum. Chlorophyllum olivieri is een nauw verwante soort die ook wordt gegeten als de "Shaggy Parasol".
Veel naslagwerken spellen de soortaanduiding rachodes in plaats van rhacodes. De spelling rachodes werd door Vittadini gebruikt toen hij de soort voor het eerst publiceerde in 1835, maar was onjuist aangezien het Griekse woord rhakos ('stuk stof') als rhacos moest worden getranscribeerd. Index Fungorum houdt zich aan de spelling van de oorspronkelijke auteur, rachodes.

## Foto's

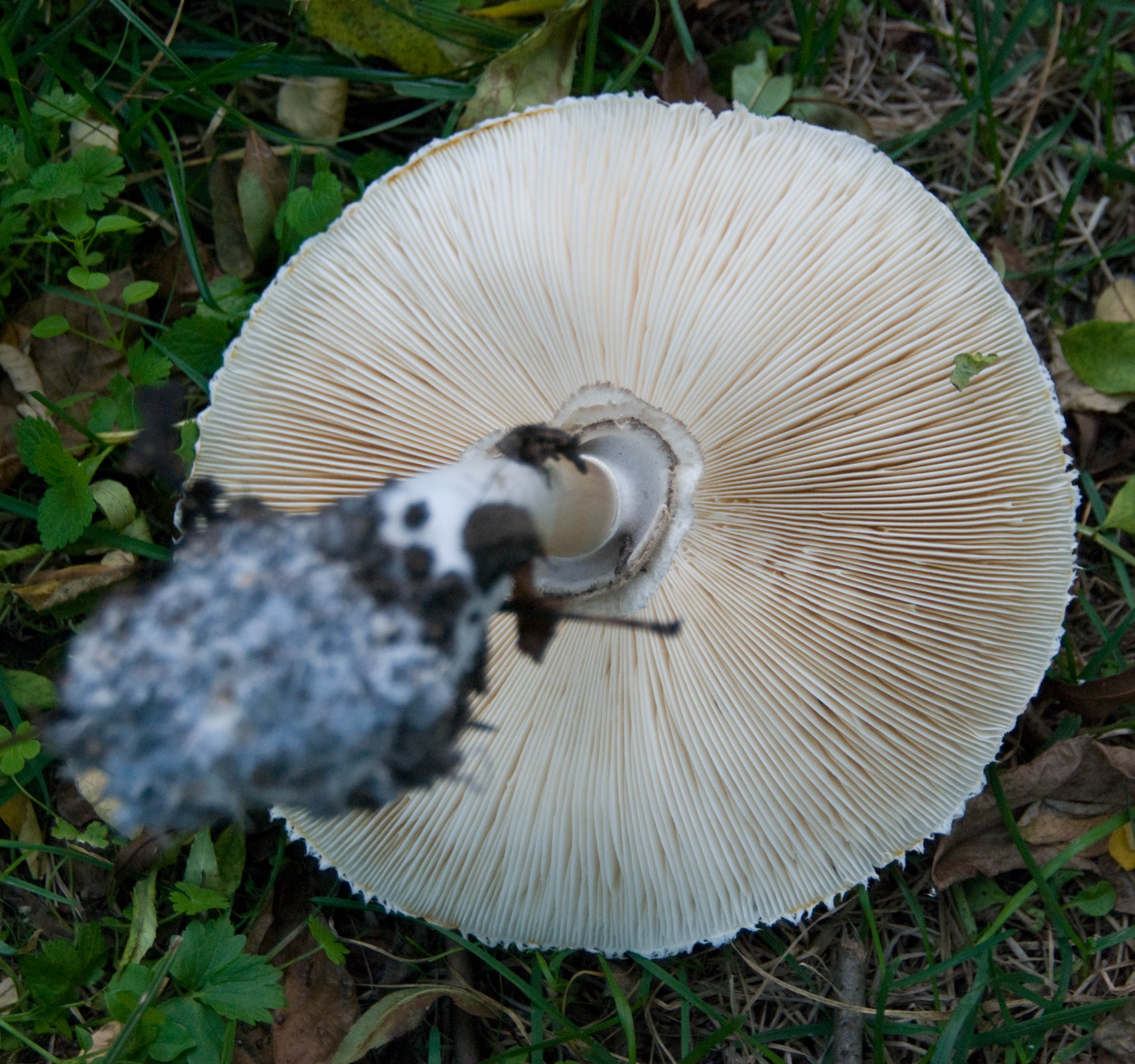
De witte lamellen van de knolparasolzwam zijn duidelijk zichtbaar. Ze zijn enigszins met elkaar verbonden door een collarium
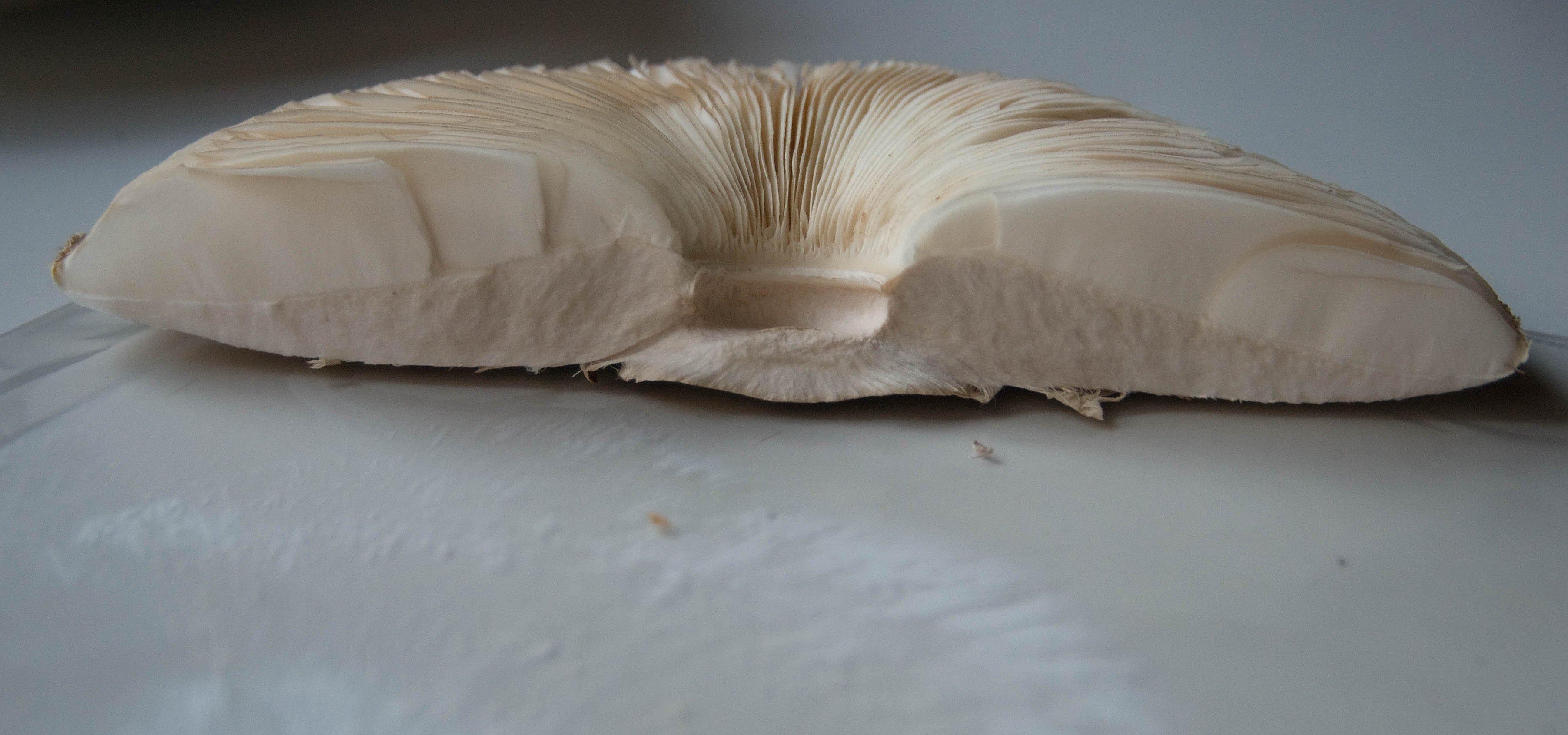
Dwarsdoorsnede door de hoed van een knolparasolzwam. Het collarium dat de lamellen verbindt is duidelijk zichtbaar.
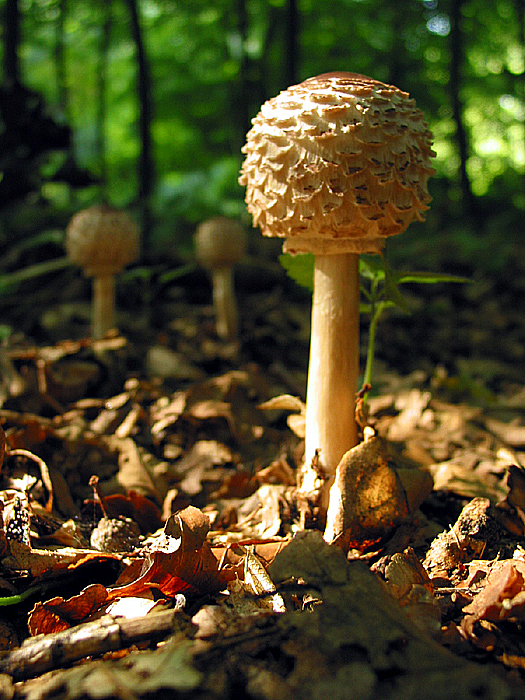
Knolparasolzwam
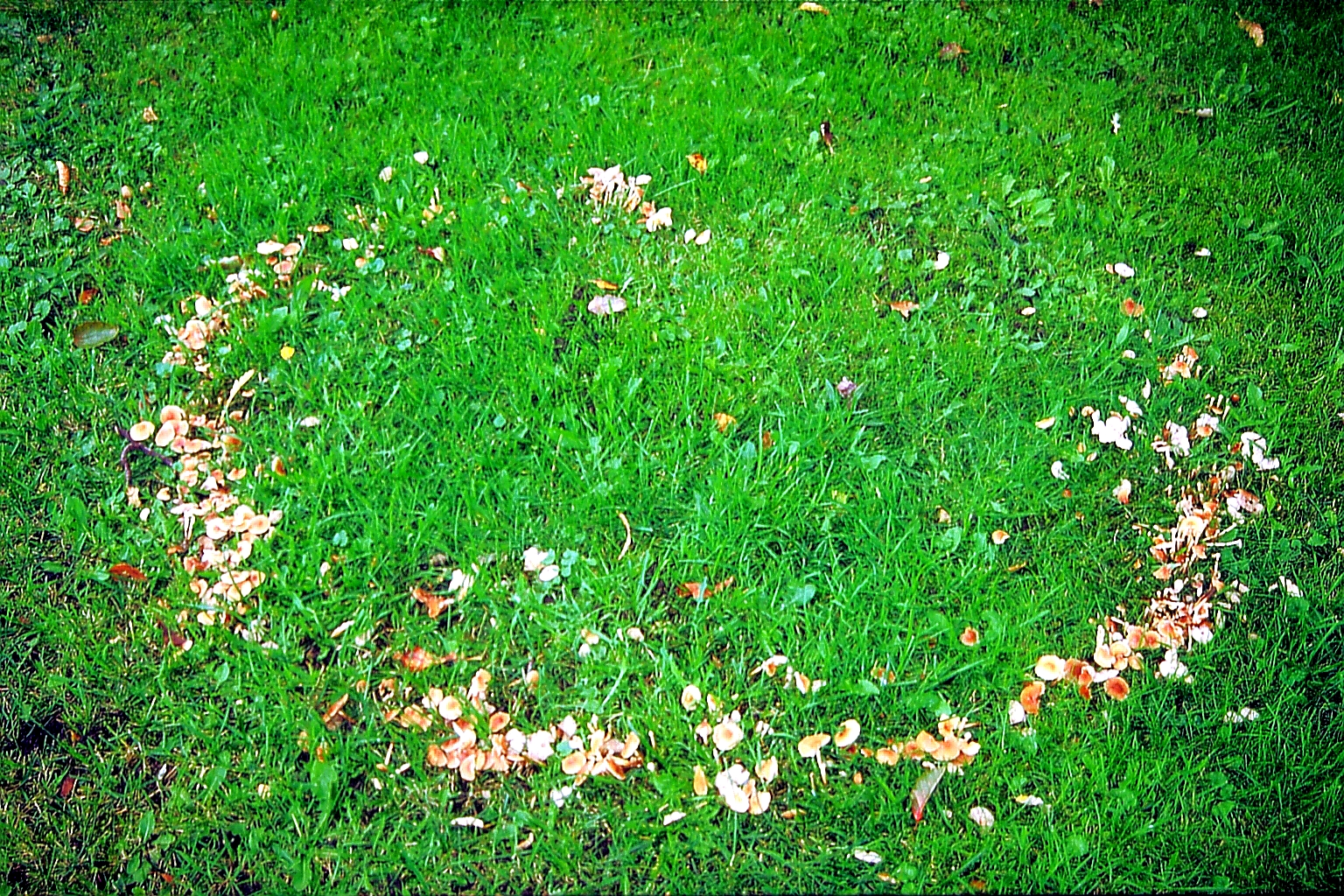
Knolparasolzwammen in heksenkring
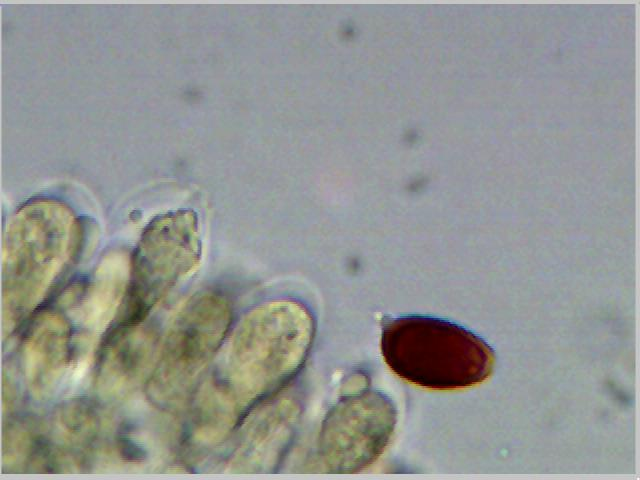
Spore